# Xã Lansing, Quận Brown, South Dakota
Xã Lansing (tiếng Anh: Lansing Township) là một xã thuộc quận Brown, tiểu bang Nam Dakota, Hoa Kỳ. Năm 2010, dân số của xã này là 58 người.